# Sittard
Sittard (hollandul: [ˈsɪtɑrt]), limburgi nyelvváltozatban Zitterd, település Hollandia Limburg tartományában, melynek 2016-ban mintegy 37 000 lakosa volt. Keleten a német Selfkanttal határos. Itt volt a SABIC petrolkémiai cég európai központja, és itt található a DSM vállalat egyik nagy irodája. Labdarúgócsapata a Fortuna Sittard.

## Galéria

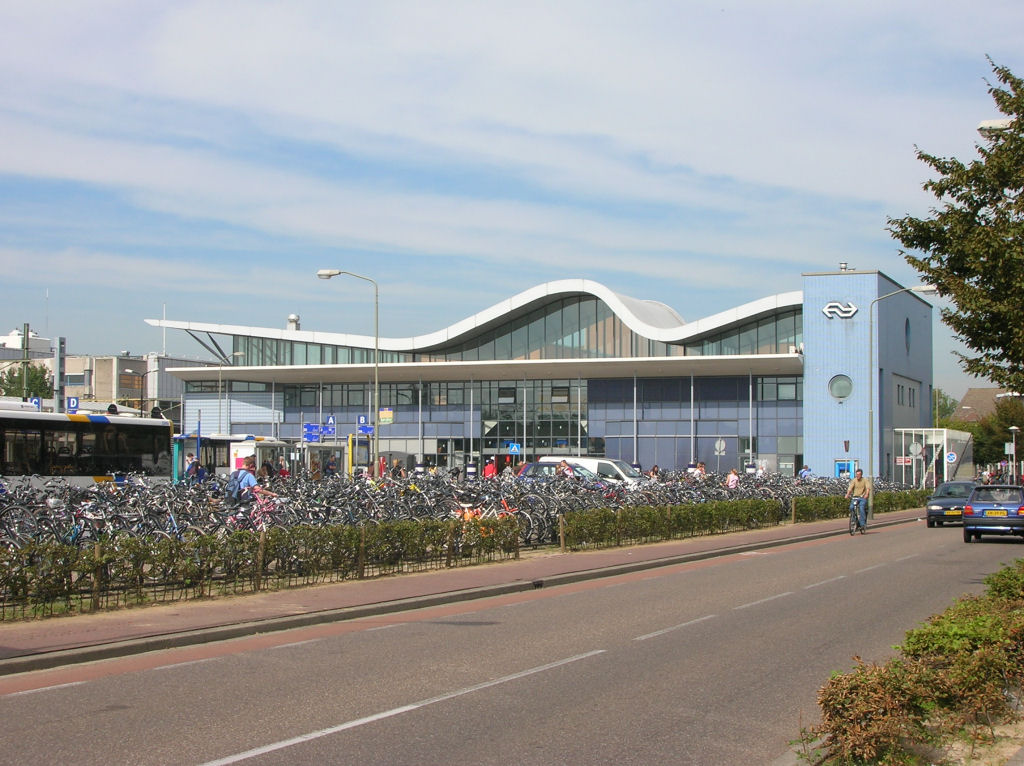
Sittard vasútállomás
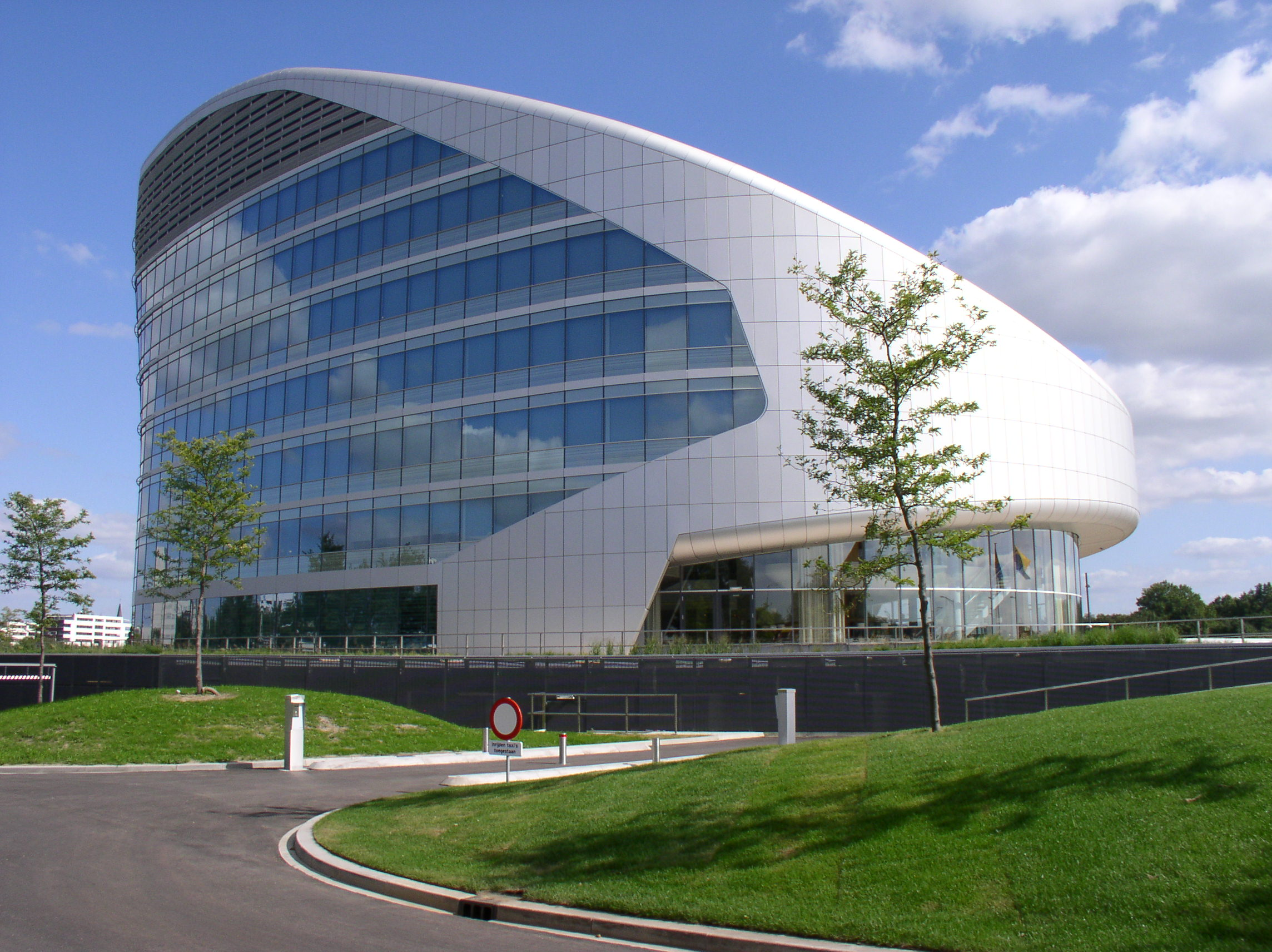
SABIC központi irodaház